# Демшинка (Добринский район)
Демши́нка — село Добринского района Липецкой области. Центр Демшинского сельского поселения. Стоит на левом берегу реки Плавицы.
Через Демшинку проходит автодорога Добринка — Средняя Матрёнка.
Основана не позднее начала XIX века переселенцами из бывшего города Демшинска (ныне Никольское Усманского района). Первоначально называлось Демшинскими Вы́селками .
С 1853 года Демшинка — село.
В 1892 году в селе построили каменную церковь Михаила Архангела (ныне ).

## Население
| 2010 |
| ---- |
| 405  |